# Domenico Rosa Rosa
Domenico Rosa Rosa (Castellammare di Stabia, 8 agosto 1922 – Foggia, 7 giugno 2005) è stato un dirigente sportivo italiano.

Il presidente del Foggia, Domenico Rosa Rosa

Ha ricoperto la carica di presidente del Foggia durante gli anni sessanta.

## Biografia
Domenico Rosa Rosa, detto Mimì, è stato un importante industriale del legno nella zona di Foggia.
Inizialmente non interessato all'acquisto del Foggia, Rosa Rosa fu convinto dal sottosegretario al Ministero della Difesa Gustavo De Meo, e divenne presidente della società il 4 novembre 1961, sostituendo Armando Piccapane.
Con lui alla presidenza, il Foggia riuscì in tre anni a conquistare due promozioni, arrivando fino in Serie A e conquistando la Coppa delle Alpi-Bis.
È rimasto presidente del Foggia fino al 21 settembre del 1966, quando venne sostituito dal commissario reggente Vincenzo Micucci.
Dopo il ritiro da dirigente tornò a occuparsi pienamente della sua industria del legno.
Grande appassionato di cavalli e carrozze, insieme ai foggiani Matteo Cuttano, Michele Pedone e altri dieci appassionati del centro e nord d'Italia, nel 1974 fondò il G.I.A. (Gruppo Italiano Attacchi) e in quei primi anni '70 fu nominato Commissario Governativo dell'Istituto Incremento Ippico di Foggia (già Regio Deposito Cavalli Stalloni di Foggia) dal Ministro dell'Agricoltura.
Dopo la sua morte, avvenuta nel 2005, gli vennero dedicati una sala presso la Confcommercio di Foggia e un Parco Cittadino